# Gare d'Austin
La gare d'Austin est une gare ferroviaire des États-Unis, située sur le territoire de la ville d'Austin dans l'État du Texas.

## Histoire
Elle est mise en service en 1947.

## Service des voyageurs

### Desserte
La gare est desservie par une ligne d'Amtrak :
- Texas Eagle de Los Angeles à Chicago